# Спартина
Спарти́на (лат. Spartína) — род многолетних травянистых растений семейства Злаки.

## Распространение и среда обитания
Объединяет 15—17 видов, распространённых преимущественно на морских побережьях Западной и Южной Европы, северо-западной и южной Африки, Америки, а также на островах Карибского моря и южной части Атлантики.
Большинство представителей рода галофиты, растут разрозненными пучками либо образуют плотные заросли в маршах, эстуариях, на песчаных пляжах и в других приморских биотопах. Вид Spartina gracilis распространён на внутренних водоёмах с солёной водой.

## Ботаническое описание

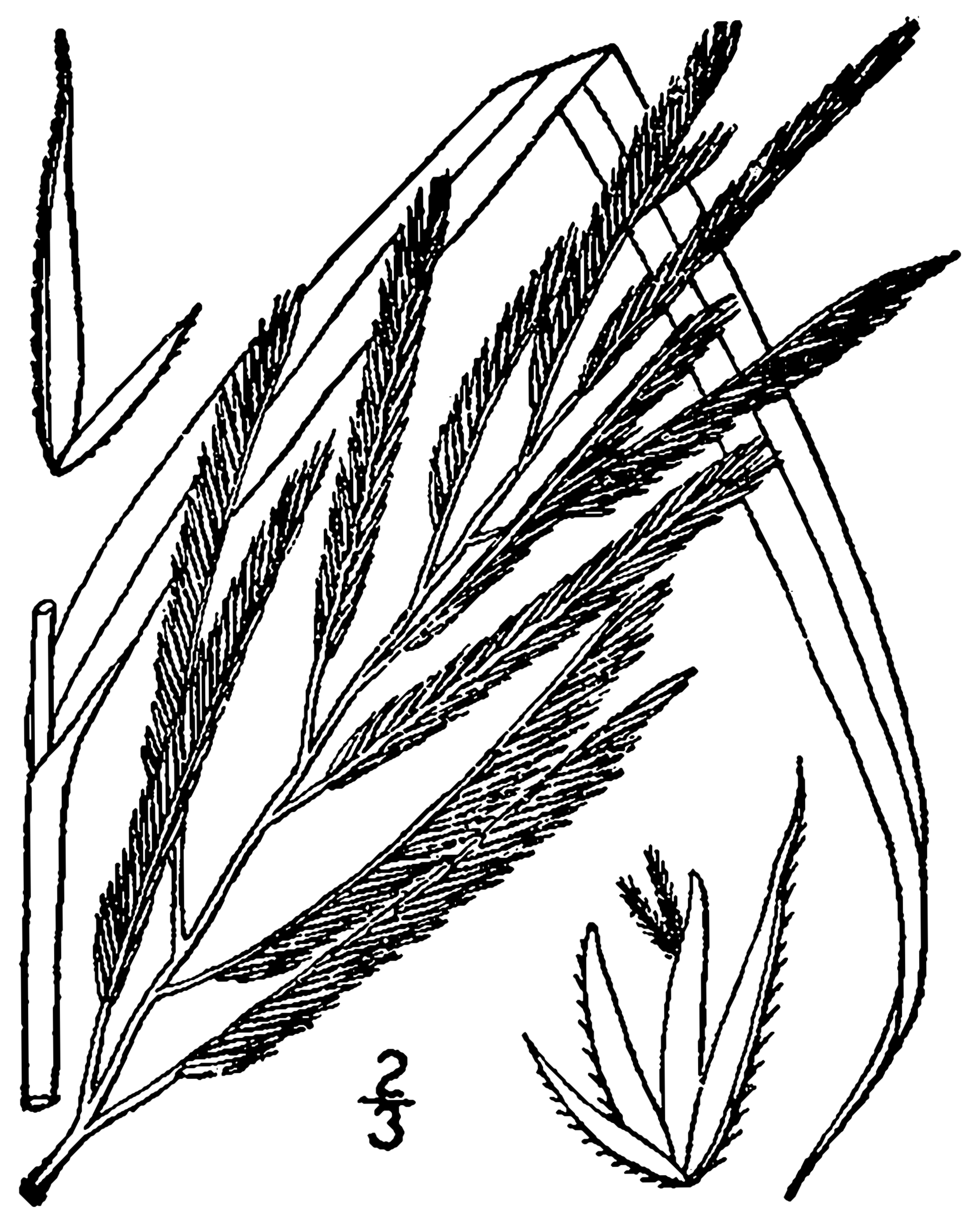
Spartina cynosuroides. Ботаническая иллюстрация из книги Н. Бриттона и А. Брауна An illustrated flora of the northern United States, Canada and the British Possessions, 1913

Корневищные травы высотой от 10 см до 3,5 м, с жёстким вытянутым стеблем.
Листья очерёдные, супротивные или мутовчатые, тесно прижаты к стеблю либо расходятся, отделены от стебля опушённым язычком.
Соцветие терминальное в форме метёлки, обычно возвышается над верхними листьями на расстоянии от 3 до 70 см.

## Название
Род был описан немецким натуралистом Иоганом Шребером в 1789 году в восьмом, посмертном издании Genera Plantarum Карла Линнея. Автор не присвоил ему название и не включил ни один вид, за него это позже сделал Иоганн Фридрих Гмелин. Название является слегка видоизменённой формой древнегреческого слова σπαρτίνη, означающего «верёвка». Таким образом, Гмелин указал на жёсткий стебель, как одну из особенностей растения.

## Виды и гибридные формы
Список таксонов представлен по данным Объединённой таксономической информационной службы (ITIS) и Информационной сети генетических ресурсов (GRIN).
- Spartina spartinae (Trin.) Merr. ex Hitchc. — распространён на атлантических и тихоокеанских побережьях Северной и Южной Америки, а также в глубине материков на болотных солёных почвах.
- Spartina alterniflora Loisel. — произрастает в маршах вдоль атлантического побережья Северной и Южной Америки. Интродуцирован на западе США, в Великобритании, Франции и Китае.
- Spartina foliosa Trin. — произрастает в маршах на берегах Калифорнии в США и Нижней Калифорнии в Мексике.
- Spartina maritima (Curtis) Fernald — побережья Западной и Южной Европы, средиземноморское побережье Африки. Известен на юге африканского континента, где, вероятно, интродуцирован. Биотоп — марши.
- Spartina × townsendii H.Groves & J.Groves (S. alterniflora × S. maritima)
- Spartina anglica C.E.Hubb. — амфидиплоид, выделен из гибридной формы Spartina × townsendii в южной Англии в 1870 году. В 1968 признан в качестве самостоятельного вида.
- Spartina bakeri Merr. — приморские песчаные пляжи и внутренние пресноводные водоёмы Флориды.
- Spartina cynosuroides (L.) Roth — побережье Мексиканского залива, Мичиган (по всей видимости, интродукция). Биотопы: эстуарии и марши.
- Spartina densiflora Brongn. — марши Аргентины и Бразилии. Интродуцирован в заливе Гумбольдт в Калифорнии, где считается инвазивным видом[8], а также в странах Средиземноморья.
- Spartina gracilis Trin. — берега солёных водоёмов в западной половине Канады и США.
- Spartina patens (Aiton) Muhl — марши и эстуарии атлантического побережья Северной Америки, острова Карибского моря.
- Spartina × caespitosa A.A.Eaton — занимает более сухие (по сравнению с другими видами) участки маршей. Восточное побережье США от Мэна до Мэриленда.
- *Spartina pectinata Bosc ex Link — западное и восточное побережье США и Канады.